# غودفري إدواردز
غودفري إدواردز (7 أبريل 1959 - ) (بالهولندية: Godfrey Edwards)‏ هو لاعب كريكت هولندي.

## وصلات خارجية
- غودفري إدواردز على موقع إي آس بي آن كريك إنفو (الإنجليزية)